# 寺門ジモンの肉専門チャンネル
『寺門ジモンの肉専門チャンネル』（てらかどジモンのにくせんもんチャンネル）は、フジテレビジョンが制作し、同局のCS放送チャンネルであるフジテレビONEで放送されているテレビ番組。お笑いタレントの寺門ジモンが司会を務める冠番組であり、かつて放送されていた『取材拒否の店（フジテレビ地上波）』『寺門ジモンの常連めし〜奇跡の裏メニュー〜（フジテレビONE）』の後継にあたるグルメ番組である。2014年5月24日放送開始。2019年12月より本編から一部の放送を分けた『寺門ジモンの肉専門チャンネル　ミニ』も放送中。

## 番組内容
肉について造詣が深い寺門ジモンが、肉の名店や肉料理を紹介する番組である。肉を主題にした点以外、番組の進行・演出などは前番組『寺門ジモンの常連めし』をほぼ踏襲している。

## スタッフ
- 演出：遠藤達也
- 制作協力：STAy
- 制作著作：フジテレビ